# Birgitta Arens
Birgitta Arens (* 16. November 1948 in Oeventrop) ist eine deutsche Schriftstellerin.

## Leben
Birgitta Arens arbeitete nach dem Besuch der Realschule zwei Jahre als Schwesternhelferin. 1970 holte sie ihr Abitur nach und studierte anschließend an der Westfälischen Wilhelms-Universität Münster Germanistik, Geschichte, Pädagogik und Publizistik. Gleichzeitig arbeitete sie als Journalistin und von 1975 bis 1978 als freie Mitarbeiterin für den Westdeutschen Rundfunk in Köln. 1977 heiratete sie und zog nach Berlin, seit 1978 arbeitet sie als freie Schriftstellerin. Heute lebt und arbeitet sie in München.
Für ihren bisher einzigen Roman Katzengold, die montagehafte Schilderung von Familienschicksalen in einem westfälischen Dorf, erhielt sie 1982 den Jury-Preis beim Ingeborg-Bachmann-Wettbewerb in Klagenfurt und 1983 das Märkische Stipendium für Literatur.

## Werke
- mit Reinhard Michl: Streunereien im Advent, Buchendorfer Verlag, München 2001, ISBN 3-934036-49-X.
- Katzengold, Piper, München/Zürich 1982, ISBN 3-492-02787-3.